# Пуненко, Андрей Алексеевич
Андрей Алексеевич Пуненко (16.05.1918 — 20.06.1991) — советский военнослужащий, участник Великой Отечественной войны, полный кавалер ордена Славы, санинструктор 238-го гвардейского стрелкового полка, гвардии старшина медицинской службы — на момент представления к награждению орденом Славы 1-й степени.

## Биография
Родился 16 мая 1918 года в селе Носовка Больше-Песчаной волости Тюкалинского уезда Тюменской губернии. Образование 7 классов. В 1936 году переехал в Северо-Казахстанскую область и работал в колхозе «Политотдел» Булаевского района.
С октября 1938 года по январь 1941 года проходил действительную службу в Красной Армии. Служить начал в кавалерии, стал отличником боевой и политической подготовки, участвовал в освободительном походе в Западную Украину и Западную Белоруссию. После демобилизации вернулся домой.
С началом Великой Отечественной войны вновь был призван в армию. В составе сформированной в Северном Казахстане 314-й стрелковой дивизии сражался на Карельском фронте, на реке Свирь. Командовал стрелковым отделением, воевал в разведки. Первым в дивизии добыл «языка». В январе 1942 года во время очередной разведки боем был тяжело ранен и направлен в госпиталь. Более 6 месяцев провел в госпиталях и все-таки вернулся в строй.
После выписки из госпиталя был направлен на укомплектование вновь формируемой 92-й морской стрелковой бригады и назначен снайпером-наблюдателем командного пункта батальона. В сентябре 1942 года бригада прибыла под Сталинград и сразу же вступила в бой. Пуненко отличился в ходе первой атаки, гранатами подавил огневую точку противника, был ранен. Моряки стремительным броском захватили вражескую траншею. Поскольку в роте не было ни одного офицера, Пуненко, несмотря на ранения, возглавил роту и успешно руководил ею до конца выполнения боевой задачи. А вскоре получил ещё одно, тяжелое ранение. В госпитале узнал, что награждён орденом Красной Звезды.
После выздоровления военно-врачебной комиссией был признан не годным к строевой службе. По собственной просьбе был направлен на курсы санинструкторов. После успешного окончания курсов в июне 1943 года старший сержант медицинской службы Пуненко прибыл в 236-й гвардейский стрелковый полк, с которым прошёл до конца войны. Полк входил в состав 81-й гвардейской стрелковой дивизии 7-й гвардейской армии, которая занимала оборону на Курской дуге, под Белгородом.
На рассвете 5 июля 1943 года началась Курская битва. Гвардейцы 7-й гвардейской армии трое суток отбивали яростные атаки фашистов, но не отступили. В те дни санитары, руководимые Пуненко, круглосуточно находились на поле боя, выносили тяжело раненных и доставляли их в санчасть. Для эвакуации раненых не хватало средств. Гвардии старшина Пуненко умело использовал порожняк, доставлявший на передовую боеприпасы.
Под вечер 8 июля Пуненко, доставив в медсанбат партию раненых, на попутной машине, груженной боеприпасами, возвращался в свой батальон. Неожиданно обнаружил группу вражеских автоматчиков, просочившихся в наш тыл. Остановив машину, водитель и санинструктор приняли бой, огнём из автоматов и гранатами уничтожили более 20 противников, остальные отступили.
В последующих боях санинструктор Пуненко оказался в центре событий. Он руководил выносом с поля боя тяжелораненых и в то же время участвовал в отражении вражеских атак, стрелял из автомата по наседавшим гитлеровцам, метал гранаты. Был снова тяжело ранен в грудь. В госпитале 12 дней шла горлом кровь. Здесь узнал, что за бесстрашие, проявленное в боях под Белгородом, награждён орденом Красной Звезды. При выписке из госпиталя врачи настаивали на увольнении из армии, но Пуненко вновь добился возвращения на фронт.
Свою часть догнал, когда дивизия в составе 2-го Украинского фронта вела бои на Правобережной Украине под Кировоградом. За время боев 12-16 марта 1944 года гвардии старший сержант Пуненко эвакуировал с поля боя свыше 50 раненых бойцов и командиров. Оказал первую медицинскую помощь в районе боевых действий — у сел Хорошиловка, Людмиловка 60 раненым. Нередки были случаи, когда во время эвакуации раненых происходили стычки с вражескими автоматчиками. Так в районе населенного пункта Шишкино до взвода фашистов напали на колонну повозок с ранеными. Пуненко возглавил бой по отражению нападения и благополучно доставил раненых в медсанбат. Приказом по 81-й гвардейской стрелковой дивизии от 24 апреля 1944 года за самоотверженный ратный труд при оказании помощи раненым и отвагу при их защите командир гвардии старший сержант медицинской службы Пуненко Андрей Алексеевич награждён орденом Славы 3-й степени.
Гвардейцы 7-й гвардейской армии, стремительно продвигаясь на запад, первыми вышли на государственную границу с Румынией, принимали активное участие в разгроме Ясско-Кишиневской группировки. За время боев при прорыве сильно укрепленной обороны врага на подступах к городу Тыргу-Фрумос 21 августа 1944 года гвардии старшина медицинской службы Пуненко оказал первую медицинскую помощь и вынес с поля боя свыше 40 бойцов и 3 командиров.
Наступление шло так стремительно, что бывали случаи, когда отступающие части противника и наши наступающие двигались вперемежку по одним и тем же маршрутам. Однажды под вечер старшина Пуненко с двумя санитарами перевозил в санчасть полка на трофейных повозках раненых. Ехали по проселочной дороге. На одном из перевалов они увидели впереди до взвода румынских солдат. Действуя дерзко и решительно Пуненко застрелил офицера и заставил сложить оружие остальных вражеских солдат. Пленные под конвоем были доставлены в штаб полка. Об этом эпизоде рассказали командующему войсками 7-й гвардейской армии гвардии генерал-полковнику М. С. Шумилову, и Пуненко был представлен к награждению орденом Славы. Наступление продолжалось. Только за период боев с 10 сентября по 24 октября 1944 года гвардии старшина медслужбы Пуненко вынес с поля около 70 раненых. В 1944 году вступил в ВКП/КПСС. Приказом по войскам 7-й гвардейской армии от 17 октября 1944 года за проявленную инициативу и дерзкое пленение вражеских солдат гвардии старшина медицинской службы Пуненко Андрей Алексеевич награждён орденом Славы 2-й степени.
В ночь на 25 октября вместе со стрелками он переправился на правый берег реки Тиса и в сложной боевой обстановке организовал эвакуацию раненых, лично вынес в поля боя 12 бойцов. Табельных средств для эвакуации раненых не было, они далеко отстали. Санитары по указанию Пуненко под огнём противника из подручных средств сооружали плоты. Во время эвакуации первой партии раненых противники, под прикрытием артиллерии, перешли в контратаку. В отражении вражеского натиска участвовали все, кто мог держать в руках оружие, в том числе и санитары, возглавляемые Пуненко. В том бою он лично уничтожил двух фашистов. В районе населенного пункта Егед гвардейцы залегли перед сильным опорным пунктом и несли большие потери. В этом бою санитары Пуненко вынесли в тыл 29 раненых офицеров и солдат. Пуненко обнаружил в направлении наступления батальона горную расселину, по которой можно небольшой группе обойти дзоты противника и ударить по ним с тыла. Он сам вывел разведчиков к переднему краю обороны противника, и бойцы нанесли удар по дзотам. Батальон возобновил наступление.
Указом Президиума Верховного Совета СССР от 28 апреля 1945 года за героизм, проявленный в боях с вражескими захватчиками при освобождении Румынии и Венгрии, гвардии старшина медицинской службы Пуненко Андрей Алексеевич награждён орденом Славы 1-й степени. Стал полным кавалером ордена Славы.
Боевой путь Андрей Алексеевич Пуненко закончил в столице Чехословакии. В 1945 году, вскоре после Победы был демобилизован.
Вернулся в город Петропавловск. Долгое время работал воспитателем в молодёжном общежитии, был заведующим пекарней железнодорожной станции, а в 1964 году, в порядке укрепления руководящих кадров, был назначен начальником цеха Петропавловского хлебокомбината. Здесь проработал до выхода на пенсию. За трудовые подвиги и активную общественную работу награждён орденом Октябрьской Революции. Жил в городе Петропавловске. Умер 20 июня 1991 года. Похоронен на Старом православном кладбище в посёлке Новопавловка (Петропавловск).
Награждён орденами Октябрьской Революции, двумя орденами Отечественной войны 1-й степени, двумя орденами Красной Звезды, Славы 3 степеней, медалями.

## Комментарии
1. ↑  Ныне — в Называевском районе, Омская область, Россия.